# 富士自動車・フジキャビン
フジキャビン（FujiCabin）は、日本の自動車関連企業・富士自動車（現：小松製作所）が1955年（昭和30年）に発表し、1956年（昭和31年）から1957年（昭和32年）にかけて少数生産した前2輪･後1輪の超小型車（一般にキャビンスクーターあるいはバブルカーと呼ばれる）である。
日本における軽自動車開発模索期の代表的な作例であり、当時最新の素材であった繊維強化プラスチック（FRP）を、日本で初めて車体材料に用いたことでも画期的であったが、商業面では失敗に終わり、僅かな台数が生産されたに留まった。メトロポリタンエージェンシーズ株式会社から発売された。

## 概要
富士自動車は、在日米軍の軍用車両の修理・解体・再生やオートバイ用エンジンの製造を行っていた企業で、「スバル」の富士重工業とは無関係である。当時の富士自動車社長の山本惣治は、日産自動車の元幹部で、自動車生産に進出する意欲を強く持っていた。
フジキャビンの設計者はダットサンの車体デザインや、先行して1955年（昭和30年）住江製作所（現・住江工業）で開発された軽自動車・フライングフェザーの設計を手がけた自動車デザイナー・エンジニアの富谷龍一であった。商業的に成功しなかったフライングフェザーの開発後に富士自動車に移籍した富谷は、彼の長年の小型車開発テーマであった「最大の仕事を最小の消費で」に再挑戦した。

### 構造
フジキャビンの原型は1955年（昭和30年）に「メトロ125」の名で発表された。日本では先例のほとんどなかったヨーロッパ風の後1輪式キャビンスクーターであり、簡易4輪車のフライングフェザーとは異なったアプローチから超小型車のあり方を追求した製品であった。ボンネット前端にヘッドランプを1個装備し、ウエストライン下には吸気口も兼ねた大きな開口部を持つ、ユーモラスな流線形ボディが外観の特徴であった。ヘッドランプを1個としたのは部品数の削減が狙いで、開口部はボディセンターのバックボーンともなる。
フジキャビンの最大の特色は車体にFRPを用いたのみならず、世界で初めてモノコック構造全体をFRPのみで構築する先駆的手法を採用したことにあった。この手法を用いた日本以外での最初の例は、1957年（昭和32年）にイギリスで開発された初代ロータス・エリートと言われ、それよりも2年早い画期的な開発であった。FRPは、強度を要する重要部分は8層、それ以外の部分は3層として、強度確保と軽量化の両立を図っている。車両重量は140 kgに抑えられ、大人なら一端を持ち上げて向きを変えることも可能であった。サスペンションは試作車の段階ではゴムの引っ張りを利用したが、軟らかすぎるので生産車では圧縮を利用する方式に変更された。
車内は並列2座・右ハンドルとなっているが、車内のシート自体がボディ構造体の一部をなしており、FRPの上に座布団を敷いて座るような簡素な作りであった。また助手席を運転席より200 mmほど後退させることで、狭い幅員での居住性と、ドライバーも助手席側から乗降（ウォークスルー）できるスペースを稼いでおり、初期モデルのドアは左側1枚のみとした。もっともこれでは実用上不便であり、利便性を考慮して、生産途中から左右2ドアに改められ、車両重量は140 kgから150 kgに増加した。パイプ製ステアリングホイールは欠円状の独特な形で、減速機構自体を欠き、扱い良いものではなかった。
エンジンは富士自動車が中小オートバイメーカー向けに生産していた汎用エンジン「ガスデン」SA-1型空冷2ストローク単気筒121 ccを車室直後の床下・後輪前方に搭載し、スクーター同様のスイングアームレイアウトでチェーン駆動した。軽量化と簡素化のため電動セルフスターターはなく、クラッチがシフトレバー作動であるために空いたドライバー足下左側に、大型のキックスターターペダルを装備してエンジンを始動した。
ブレーキ・アクセルの両ペダルは通常配置だが、3速式のシフトレバーはドライバーの右側側面配置、左方向に傾けることでクラッチが切れ、前方に倒すことで順次進段する、オートバイ風のメカニズムであった（後退は中立位置から後方に倒す）。独立したパーキングブレーキはなく、通常フットブレーキを一杯に踏み込んだ状態で別のストッパーを操作して駐車状態とした。
最高速度はカタログ上60 km/hに達したが、独特の変速レバーは扱いにくく、軽量化を図ったボディもエンジン性能に対しては過大重量気味で、タイヤサイズ過小やトレッド不足もあってドライバビリティ（運転性）は芳しいものではなかったという。またワイパーは運転者が左手で操作する原始的な手動式で、屋根はあれども雨天時の運転に難渋させられることは必至であった。

### 商業的失敗

発売前に出された広告
1955年（昭和30年）8月

フジキャビンは1956年（昭和31年）8月から生産開始された。価格は23万5,000円で、2人乗りの自動車としては廉価ではあったが、操縦性や乗り心地が悪いうえに換気が悪く、夏はひどく暑くなり、冬になってもヒーターがないという実態は、まったくの「屋根付きスクーター」に過ぎなかった。新素材であったFRPでのボディ生産技術が未熟で、硬化工程を長く要するため量産性も悪いという根本的課題を抱えており、悪路の多かった当時は、ショックを自ら受け止めるモノコックのFRP車体にクラックも多発、メーカーはこれによるクレーム対策にも追われた。
生産性や商品性に問題が多かったことは否めず、結局フジキャビンは、十分な量産体制を確立できないまま、翌1957年（昭和32年）12月までに85台を生産したところで製造が中止された。半成品のFRPボディが数十台分残り、用途もないため大部分が破砕されたとされる。鋼製サブフレーム上にFRPボディを乗せ、エンジンも強力な物へ変更する、より堅実な構造への改良も検討されていたが、試作には至らなかった。
富士自動車は1961年（昭和36年）の全日本自動車ショウにガスデンミニバンEM36（市販化は果たせなかった）を出品するまで、自動車製造から一時撤退を余儀なくされた。
生産台数は極めて少ないが、屋外でも構造劣化しにくいFRP素材の特性からボディ腐朽による損耗・全スクラップ化を免れた一面もあり、トヨタ博物館と日本自動車博物館に実車が保存されているほか、愛好家による少数の保有・復元再生事例があるなど、辛うじて少数の実車が残されている。